# Vítor Augusto Chaves Lemos e Melo
Vítor Augusto Chaves Lemos e Melo OA • MPCE (Guimarães, Oliveira do Castelo, 4 de abril de 1856 — Lisboa, Santa Catarina, 24 de agosto de 1919) foi um militar e administrador colonial português.

## Biografia
Filho de José Marques Chaves e Lemos e de sua mulher Delfina Augusta da Silva. Casou em Lisboa, Ajuda, a 17 de março de 1892 com Mafalda Mouzinho de Albuquerque (Lisboa, Socorro, 9 de dezembro de 1874 - ?), sem geração.
Oficial muito distinto, Coronel de Cavalaria, Chefe do Estado-Maior e 62.º Governador interino ou Governador representante de São Tomé e Príncipe de 13 de abril a 24 de junho de 1907, etc. Sucedeu-lhe Pedro Berquó, com quem, e na qualidade de Chefe do Estado-Maior, recebeu o Príncipe Real D. Luís Filipe, aquando da sua visita à Província. A 24 de outubro de 1908 voltou a governar interinamente como 64.º Governador representante, cargo que ocupou até 13 de março de 1909, tendo tratado com o chocolateiro inglês Cadbury a solução da difamadora campanha movida então aos plantadores de São Tomé e Príncipe.

### Condecorações
Oficial da Ordem de Avis a 1 de janeiro de 1907 sendo Major de Cavalaria, Adido em serviço no Ministério da Marinha e Ultramar (Ordem do Exército, 1907, 2.ª Série, nº 1, p. 3), Medalha de Prata de Comportamento Exemplar, etc.